# McLaren MCL35
McLaren MCL35 je vůz formule 1 týmu McLaren Renault Formula 1 Team určený pro sezóny 2020 a 2021. Díky stálosti pravidel mohl být vůz založen na úspěšném monopostu MCL34. Hlavní změny se nachází v zadní části vozu, která napodobuje trend velmi úzkých bočnic a chlazení. Tyto změny bylo možné provést až na novém voze, neboť si vynutily přepracování uložení motoru a převodovky. Zajímavou změnou je přechod na matnou barvu pro snížení hmotnosti. Jezdeckou sestavu v sezóně 2020 tvořil Carlos Sainz Jr. a Lando Norris.
Z důvodu pandemie covidu-19 bylo rozhodnuto snížit vývojové náklady odsunutím platnosti nových pravidel a částečným zmrazením vývoje monopostů pro sezónu 2021. Jako součást těchto opatření obdržel každý tým 2 žetony umožňující provedení změn na určité mechanické části vozu. McLaren se těchto žetonů vzdal výměnou za povolení nezbytných úprav pro změnu dodavatele motorů z Renaultu na Mercedes. Nejvíce změn proběhlo v zadní části vozu v oblasti převodovky, chlazení a uspořádání elektroinstalace. I přes výrazné změny označené týmem jako "prakticky nový vůz" nese tento monopost označení MCL35M. Norrise pro sezónu 2021 doplnil Daniel Ricciardo.

## Výsledky v sezóně 2020

### Předsezónní testování
Hned první den testů ujel Sainz 161 kol a dosáhl 6. nejrychlejší čas. Během dne se soustředil na závodní simulace a zastávky v boxech. Závodní ředitel Andrea Stella uvedl, že se jedná o nejlepší první den testů za dlouhou dobu. Tým prošel svůj program bez problému podle plánu a vůz reagoval dle očekávání. Druhý den testů převzal řízení Norris, který si pochvaloval především podobné chování vozu jako MCL34. Ráno se tým věnoval aerodynamickým měřením, poté testování různých dílů, dlouhým jízdám, nastavením vozu a na závěr zkouškám spolehlivosti. V rámci dne ujel Norris celkem 137 kol a připsal si desátý čas. Poslední den prvních testů si oba jezdci rozdělili. Během dopoledne ujel Sainz celkem 76 kol a připsal si jedenáctý čas dne, zatímco Norris převzal řízení odpoledne a v rámci 49 kol se mu podařilo dosáhnout pouze na čtrnáctou příčku. Seidl na závěr testu zhodnotil, že tým splnil všechny body programu. Zároveň znovu pochválil spolehlivost, které tým dosáhl. Výkonnost monopostu dle něj odpovídá očekávání.
Další týden testování se nesl v podobném duchu. První den byl soustředěn na testování aerodynamiky nových dílů, na kterém se podíleli oba jezdci. Dohromady ujeli 103 kol a připsali si dvanáctý (Sainz) a sedmnáctý (Norris) čas. Další den převzal vůz Norris, jehož program se skládal z mnoha krátkých jízd a závodní simulace, během kterého ujel 113 kol a připsal si pátý nejrychlejší čas dne. Poslední den testů před prvním závodem ujel Sainz 163 kol a dosáhl na osmý nejrychlejší čas dne. Andreas Saidl druhý test ohodnotil jako úspěch. Tým přivezl zlepšení, která fungovala dle očekávání. Proměnlivé počasí během testů pak umožnilo testovat nový monopost v různých podmínkách. Dále znovu pochválil vysokou spolehlivost, která umožnila projít celý testovací program. Uvedl nicméně, že ostatní týmy jsou výkonnostně velmi blízko což povede na velmi těsnou a napínavou bitvu během sezóny.
Prohlášení o spolehlivosti potvrzuje i zhodnocení obou testů. Během nich ujel McLaren celkem 3733 km. Průměrně tedy dokázal urazit přes 622 km/133 kol denně. Pro srovnání, průměrný denní nájezd loňského vozu MCL34 během předsezónních testů byl 508 km. McLaren dokázal ujet třetí nejdelší vzdálenost po Mercedesu a Ferrari. Ke spolehlivosti také pomohl dodavatel motorů Renault, který neměl během testů jediný problém se spolehlivostí nejen ve vozech McLaren, ale i ve svém továrním týmu.

### Původní začátek sezony
Tým se podle plánu dostavil na okruh v Melbourne, ale rozhodl se ze závodu stáhnout poté, co bylo u jednoho z členů týmu potvrzeno onemocnění covid-19. Toto rozhodnutí nakonec vedlo ke zrušení závodu těsně před začátkem prvního tréninku. Následovalo zrušení anebo odložení dalších závodů. S ohledem na omezení byl nakonec sestaven úplně nový kalendář sestávající z celkem 8 závodů, z nichž některé se konají těsně po sobě na stejném okruhu jen s jiným názvem. Organizátoři oznámili cíl postupně sestavit kalendář čítající 15 až 18 závodů.

### Náhradní kalendář
Sezona nakonec začala až Velkou Cenou Rakouska. Oba vozy bezpečně postoupily až do poslední části kvalifikace, kde obsadili 4. (Norris) a 8. (Sainz) pozici. Norris nakonec startoval ze třetího místa díky penalizaci Hamiltona. V závodě plném technických problémů a několika výjezdů Safety caru dokázal tým udržet dobré závodní tempo a vyvaroval se strategických chyb. Díky další penalizaci Hamiltona, která byla udělena jako důsledek nárazu do Albona během předjíždění, a nejrychlejším závěrečném kole obsadil Norris 3. místo a získal tak své první podium. Jedná se o zajímavou shodu náhod, neboť poslední podium McLarenu získal Carlos Sainz ve Velké Ceně Brazílie 2019 také po penalizaci Hamiltona v důsledku nárazu do Albona během předjíždění. Sainz využil poslední výjezd Safety caru na výměnu pneumatik a poté se dokázal posunout až na 5. příčku. Tým tak získal v prvním závodě celkem 26 bodů a díky problémům ostatních obsadil druhou příčku v Poháru Konstruktérů. Kvalifikace na další závod na Red Bull Ringu byla poznamenána deštěm. Oba jezdci zvládli složité podmínky a startovali do závodu z 3. (Sainz) a 6. (Norris) pozice. Během závodu se ovšem propadali, nejvíce ztratil Sainz během dlouhé zastávky v boxech kvůli které nakonec dokončil až na 9. místě. Norris dokázal v závěru závodu využít své strategie a v posledních dvou kolech předjel tři vozy aby cílem projel pátý. V Maďarsku se oba vozy opět dostaly do třetí části kvalifikace, ale startovali až z 8. (Norris) a 9. (Sainz). Závodní rychlost MCL35 tentokrát nestačila na pokrok Norris nakonec dojel mimo body. Sainz dokázal dokončit závod na 10. příčce a po penalizaci Magnussena se posunul na 9. místo. I přes nižší bodový zisk v Maďarsku udržel McLaren třetí místo v Poháru Konstruktérů s náskokem jednoho bodu na Racing Point.
V dalším závodě se oba jezdci opět probojovali až do poslední části kvalifikace a i v závodě se jim dařilo. Zatímco Norris udržel svou startovací pozici až dokonce závodu, Sainze potkal v předposledním kole defekt pneumatiky a propadl se mimo body. O týden později se opět v Silverstone konal závod k 70. výročí F1. Zatímco Sainze potkaly problémy v kvalifikaci i závodě a opět dokončil mimo body, Norris dokázal během závodu získat jednu pozici a obsadil devátou příčku. Provizorní kalendář pokračoval do Španělska , kde se oba jezdci opět dostali do poslední části kvalifikace a oba dokončili na bodech. Po závodě Sainz vyzdvihnul práci týmu, především čtyři zastávky v boxech kratší než 3 sekundy, které během závodu absolvoval. V Belgii Sainz kvůli problému s motorem neodstartoval. Norris ukázal rychlost McLarenu a po startu z desáté pozice dokázal dokončit na sedmém místě.
Monza se ukázala být velmi vhodnou pro charakteristiky vozu MCL35 a po silném výsledku v kvalifikaci a podařeném startu se jezdci probojovali na druhou (Sainz) a třetí (Norris) příčku. Červená vlajka po nehodě Leclerka však přišla pro tým v nevhodný okamžik a Sainz tak nedokázal využít penalizaci Hamiltona aby získal své první vítězství. Norris se navíc propadl mimo pódium. I přesto se jednalo o nejlepší výsledek týmu v této sezoně. Okruh v Toskánsku naopak vozu nesvědčil. Sainz závod nedokončil po účasti ve velké nehodě po jednom z restartů závodu. Norris dokázal dokončit na šesté příčce, ale tento výsledek připsal spíše problémům ostatních než své závodní rychlosti. V Soči Sainz opět nebodoval, tentokrát kvůli vlastní chybě hned v prvním kole. Norrisovi se nepodařil start a navíc se musel vyhýbat poškozenému vozu Sainze. Po zastávce v prvním kole nedokázal na tvrdé směsi získat ztracený čas a nakonec dokončil až na 15. místě. Jedná se o jediný závod v celé sezoně, kdy McLaren nedokázal bodovat.
Nürburgring umožnil oběma jezdcům kvalifikovat v nejlepší desítce a i přes problémy s novými díly dokázal Sainz získat v závodě pět pozic. Norris se probojoval až na třetí místo, ale kvůli problémům s motorem začal ztrácet a nakonec závod nedokončil. Proměnlivé podmínky na začátku závodu v Portugalsku umožnily Sainzovi probojovat se až na první místo, zatímco Norris v tu dobu kroužil na čtvrté pozici. Později v závodě začaly oba vozy bojovat s degradací pneumatik. Sainz se dokázal udržet na bodech a dokončil šestý zatímco Norris se propadl mimo body po nehodě se Strollem. V Imole kvalifikoval Norris na 9. a Sainz na 10. pozici. Oba jezdci měli problémy předjíždět a posunuli se jen o pár pozic dopředu i přes dobrou závodní rychlost. Andreas Seidl vyzdvihnul, že po čtyřech závodech se podařilo dojet na bodech oběma jezdcům. Kvalifikace v Turecku byla pro tým nejhorší v celé sezoně kvůli problémům s pneumatikami a penalizacemi. V náročných podmínkách se oběma jezdcům opět podařilo probojovat na bodované příčky. Závod v Bahrajnu byl narušen vážnou nehodou Romaina Grosjeana. Sainz dokázal během závodu získat 10 pozic a dokončil závod na 5. místě hned za Norrisem. Díky tomuto výsledku a nepodařenému závodu Racing Pointu McLaren navýšil svůj náskok na třetím místě v Poháru Konstruktérů. V předposledním závodu Sainz dokázal předvést dobrý start i závodní rychlost a získal čtvrté místo. Norris po startu z 19. příčky získal jeden bod. Tento výsledek však nestačil na Racing Point který, díky prvnímu vítězství Péreze a třetímu místu Strolla, odsunul McLaren na čtvrtou příčku v Poháru Konstruktérů. Okruh Yas Marina opět vyhovoval charakteristikám vozu MCL35 a po dobrém výsledku v kvalifikaci dokončil Norris a Sainz na pátém a šestém místě. Tento výsledek spolu s problémy Racing Pointu umožnili McLarenu v posledním závodě obsadit třetí místo v Poháru Konstruktérů.

### Zhodnocení sezony
Oproti předchozí sezoně dokázal McLaren získat o 57 bodů více a těsným náskokem 7 bodů před Racing Pointem obsadil třetí příčku v Poháru Konstruktérů. Tým také získal dvě podia a v Monze dokonce bojoval o vítězství v závodu. Ve zkrácené a improvizované sezoně čítající 17 závodů dokázal tým devětkrát bodovat oběma vozy, sedmkrát jedním vozem a pouze jeden víkend nedokázal ani jezdec bodovat. Právě tato konzistentnost umožnila týmu získat svůj nejlepší výsledek od roku 2012. Nezanedbatelný dopad měl i propad výkonnosti Ferrari a 15. bodový trest pro Racing Point za použití nelegálně okopírovaných dílů na svém monopostu.

## Výsledky v sezóně 2021

### Předsezónní testování
McLaren byl první tým, který představil svůj vůz pro sezónu 2021 a to 15.2. Hlavní změnou se stal přechod na motory Mercedes, se kterými tým závodil naposledy v roce 2014. Hned následující den otestovali Ricciardo a Norris nový vůz na okruhu v Silverstone v rámci filmovacího dne. I přes prohlášení výrobce motoru Mercedes nezaznamenal tým při tomto testu ani na dynamometru žádné problémy se svou pohonnou jednotkou. Během jediného zkráceného testu v Bahrajnu ujel vůz MCL35M celkem 327 kol (1766 km) během tří dnů. Denní průměr tak dosáhl 589 km. Andreas Seidl i James Key uvedli, že i přes drobné problémy s vozem, písečnou bouři a vysoké teploty tým splnil svůj testovací program.

### Úvodní závody
Do prvního závodu vyrazil Ricciardo ze 6. a Norris ze 7. místa. V závodě Norris prokázal dobrou závodní rychlost upraveného monopostu MCL35M a bez obtíží dokončil na 4. místě. Ricciardo naopak o příčku klesnul a po závodě vyjádřil zklamání ze svého výkonu. Příčinou nízké závodní rychlosti v porovnání s týmovým kolegou bylo poškození podlahy po kontaktu s Gaslym v úvodu závodu, které tým objevil až po závodě. Seidl označil MCL35M za třetí nejrychlejší vůz dne, avšak přiznal že boj o třetí příčku v poháru konstruktérů bude napínavý. V Imole oba jezdci opět kvalifikovali na 6. a 7. místě, tentokrát ovšem v opačném pořadí. Samotný závod byl ovlivněn několika nehodami, z nichž jedna vynutila přerušení červenými vlajkami. Ricciarda opět provázely problémy se závodní rychlostí, zatímco Norris po nepovedeném startu svého týmového kolegu dojel. Tým se proto rozhodl v 17. kole týmovou režií pustit Norrise před Ricciarda. Tento krok se nakonec ukázal správným a spolu s vhodným výběrem pneumatik pro poslední část závodu umožnil Norrisovi získat 3. místo. Ricciardo byl později překonán oběma vozy Ferrari a závod dokončil na 6. místě. V Portugalsku Norris kvalifikoval opět na 7. místě což považoval za zklamání, neboť dle svého vyjádření měl rychlost na dosažení 3. až 4. nejlepšího času. Ricciardova kvalifikace skončila po nevydařeném kole už v první části a startoval až z 16. příčky. Hlavně v první části závodu se dokázal probojovat až na bodované pozice a nakonec dokončil na 9. místě. Norris svůj o poznání klidnější závod dokončil na 5. místě. Ve Španělsku se oba jezdci probojovali do poslední části kvalifikace. Ricciardo po startu ze 7. místa dokončil na 6. příčce. Norris, jehož kvalifikace byla ovlivněna Mazepinem, startoval z 9. místa a taktéž se v závodě posunul o jednu příčku. Před závodem v Monaku představil McLaren jednorázový speciální nátěr v barvách firmy Gulf pro oslavu dlouhodobého partnerství s touto firmou. Zároveň byl před v pořadí 5. závodem McLaren jediným týmem, který dosud bodoval ve všech závodech sezóny. Tuto konzistentnost se ovšem nepodařilo udržet poté co Ricciardo startoval i dokončil na 12. pozici. Norris dokázal na startu udržet své 5. místo a po odstoupení Leclerka a Bottase dokončil závod na 3. příčce. V nehodami ovlivněném Ázerbájdžánu dokázali oba jezdci opět bodovat. Norris po startu z 9. příčky, na kterou byl odsunut penalizací, získal 4. místa a dokončil na 5. pozici. Ricciardo také získal 4. místa a závod dokončil devátý.

### Evropská část
Ve Francii tým neočekával dobrý výsledek, obzvláště po kvalifikaci, ve které oba jezdci obsadili příčky až za vozy hlavního protivníka v poháru konstruktérů - Ferrari. V závodě však tým ukázal dobré závodní tempo a i přes Ricciardovy problémy s pneumatikami se oba jezdci posunuli vpřed a dokončili za sebou na 5. (Norris) a 6. (Ricciardo) místě. Ferrari, které v kvalifikaci vypadalo mnohem rychleji než McLaren, se v závodě trápilo s degradací pneumatik a nebodovalo. Po tomto závodě se Formule 1 přesunula na dva týdny do Rakouska na Grand Prix Štýrska a Rakouska. V prvním závodě pod Alpami startoval Norris z třetího místa díky penalizaci Bottase a dokončil závod na 5. příčce. Ricciardo se ovšem trápil jak v kvalifikaci tak v závodě. Po startu z 13. místa sice postoupil dopředu, ale následně se propadl kvůli krátkodobému problémům s motorem a dokončil závod mimo body. Další týden v Rakousku Norris opět zvládnul kvalifikaci a startoval z druhého místa. Jeho závod ovšem ovlivnil střet s Perézem a následná penalizace. I přes to dokázal dokončit na posledním pódiovém stupni. Ricciardo se opět trápil v kvalifikaci a znovu startoval až ze 13. místa. Tentokrát ovšem v závodě nenarazil na problémy se svým vozem a dokončil závod sedmý. V Silverstone se poprvé zkoušel nový formát kvalifikace skládající se z páteční klasické kvalifikace a sobotního krátkého závodu, tzv. sprintu. V pátek se Norris a Ricciardo seřadili za sebou na 5. a 6. místě a ve sprintu tyto pozice udrželi. V závodě poznamenaném velkou havárií mezi Verstappenem a Hamiltonem v úvodu se týmu nevyhnuly problémy, když se Norrisovi protáhla zastávka v boxech a ztratil místo vůči Bottasovi. Přesto dokončil na 4. místě. Díky prodloužení prvního stintu bez ztráty rychlosti vlivem degradace pneumatik to vypadalo, že Sainz přeskočí Ricciarda. Poněkud ironicky se však Sainzovi také protáhla zastávka v boxech a ten se tak propadl až za Ricciarda, který jej udržel za sebou do konce závodu a dokončil na 5. místě. V Maďarsku byly oba vozy poškozeny při chaotickém startu, který vedl na zastavení závodu. Norris odstoupil po návratu do boxů. Ricciardo se svým poškozeným monopostem pokračoval v závodě, ale nedokázal se probojovat dopředu a skončil těsně mimo body. K bodům se tým vrátil hned po letní pauze v Belgii, kdy Ricciardo získal svůj dosud nejlepší výsledek v barvách McLarenu ziskem 4. místa v kvalifikaci. Kvůli nepříznivým podmínkám se totiž celý "závod" odjel za Safety Carem s udělením poloviny bodů. Norris kvůli nehodě na začátku třetí části kvalifikace a penalizaci po výměně převodovky startoval, a tedy i dokončil, mimo body. V Nizozemsku se oba jezdci opět trápili a Norris získal pro tým jediný bod.
Do dalšího víkendu v Itálii vstupoval tým s nadějemi na dobrý výsledek, a to s ohledem na omezený mezisezónní vývoj a tedy zachování výhody monopostu MCL35M na okruhu v Monze. V páteční kvalifikaci začal tým plnit očekávání a do sobotního sprintu startovali Norris a Ricciardo ze 4. a 5. místa. Ve sprint závodu vsadil tým na riskantnější strategii s měkkou směsí pneumatik díky čemuž se oběma jezdcům vydařil start. Získané pozice oba jezdci udrželi a po penalizaci vítězného Bottase startoval Ricciardo z 2. místa zatímco Norris vyrazil do závodu z 3. příčky. Tým tak dosáhl nejlepší startovní pozice do závodu od roku 2012 a to navíc s očekáváním dobré závodní rychlosti. Ricciardo se v první zatáčce dostal do vedení závodu po předjetí Verstappena. Ten se držel v těsném závěsu, ale nebyl schopen se dostatečně přiblížit pro předjetí. Ricciardo zajel do boxů před Verstappenem, který ovšem nebyl schopen dostatečně zrychlit a veškeré naděje na využití zastávek v boxech pro přeskočení Ricciarda skončily po nepovedené zastávce v boxech. Jeho pronásledování nakonec ukončila kolize s Hamiltonem. Ricciardův náskok byl dostatečný, aby udržel vedení před ostatními vozy, které využily Safety Caru pro svou zastávku v boxech. Po vydařeném restartu závodu již neohroženě dojel do cíle a získal tak své první vítězství od odchodu z Red Bullu a zároveň první vítězství pro McLaren od roku 2012. Svůj výkon doplnil dalším bodem za nejrychlejší kolo, které zajel na konci závodu. Norrisův závod byl o poznání dramatičtější. Jeho start nebyl tak povedený čehož využil Hamilton pro získání třetího místa. Měkčí směs pneumatik ovšem Norrisovi pomohla získat 3. místo nazpět. Hamilton se, na rozdíl od Verstappena, dokázal držet blízko McLarenu a opakovaně na Norrise útočil až jej nakonec po více než 20 kolech předjel. I jeho zastávka v boxech se ovšem protáhla, byť ne o tolik co Verstappenova. Hamiltonovy naděje na ohrožení vedení McLarenu ukončila výše uvedená kolize. Během výjezdu Safety Caru se před Norrise dostal Leclerc, ale po restartu závodu svou pozici před Norrisem neubránil a ten se posunul na druhé místo. Třetí Pérez nedokázal s McLareny udržet tempo, ale dokázal udržet za sebou Bottase čímž zhatil jeho naději na ohrožení oranžové dvojice na čele závodu. Tým dosáhl na vítězství po 9. letech od posledního úspěchu v Brazílii 2012 a první "double" po 11. letech od závodu v Kanadě v roce 2010. McLaren se navíc stal jediným týmem v této sezóně, který získal v závodě "double". Oba jezdci po závodě ocenili práci týmu jak v oblasti strategie tak výkonnosti samotného vozu. Norris zdůraznil, že tento výsledek nebyl šťastnou náhodou a že tým měl celý víkend rychlost potřebnou pro vítězství. Popsaný průběh závodu toto tvrzení potvrzuje. Ředitel týmu Seidl poděkoval celému týmu i zaměstnancům továrny, ale zároveň krotil další očekávání s tím, že tým ještě čeká dlouhá cesta.
Dobrou formu si tým přenesl i na následující závod v Sochi, kde v proměnlivých podmínkách získal Norris svou první pole position. Po startu sice přišel o vedení závodu, ale dokázal jej získat zpět a udržet i přes zastávky v boxech. Ke konci závodu odmítl výzvu týmu na zajetí do boxů pro přechodné pneumatiky. Podmínky se zhoršily natolik, že musel přece jen do boxů a propadnul se na 7. příčku. Ricciardo odstartoval do závodu z 5. pozice a i přes pomalou zastávku v boxech si v závodě polepšil o jednu příčku. Proměnlivé počasí v Turecku týmu nesvědčilo. Norris po startu ze 7. místa tuto pozici udržel. Ricciardo startoval poslední kvůli penalizaci za výměnu motoru a nedokázal se probojovat na bodované pozice.

### Závěr sezóny
Poslední část sezóny zahájil tým dobrým výsledkem díky 5. příčce Ricciarda a 8. příčce Norrise. V Mexiku  se naděje na dobrý výsledek pro Ricciarda rozplynuly po kolizi s Bottasem v první zatáčce. Norris po startu z konce pole kvůli penalizacím dosáhl na poslední bodovanou příčku. Ve kvalifikaci před sprint závodem v Brazílii se oba vozy probojovaly do třetí části kvalifikace a startovali z 7. (Norris) a 8. (Ricciardo) příčky. Zatímco Norrisovi se sprint vydařil a posunul se o příčku dopředu, Ricciardo se propadnul na 11. místo. Při startu závodu tentokrát kolidoval Norris a po propadu na chvost se mu podařilo opět dosáhnout na poslední bodovanou příčku. Ricciardo závod nedokončil kvůli poruše. Ricciardo nebodoval ani v Kataru a to kvůli nepovedené kvalifikaci a špatnému ukazateli paliva. Norrisův závod byl o poznání lepší po startu ze 4. příčky, ale opět jej narušil defekt pneumatiky a propadl se na 9. místo. Během 3 závodů v těsném sledu tým získal pouhé 4 body. V Saúdské Arábii se oba vozy opět vrátily na bodované příčky. Zatímco Norris kvůli červeným vlajkám ztratil a obsadil opět poslední bodovanou příčku, Ricciardo této situace dokázal využít a po startu z 11. místa dokončil závod na 5. příčce. Poslední závod sezóny pokračoval problémy. Norris odstartoval z 3. místa ale dokončil 7. kvůli pomalému defektu pneumatiky. Ricciardo startoval z 10. místa a nakonec dokončil mimo body na 12. příčce.
Monopost MCL35M se následně zúčastnil dvoudenního testu. Ricciarda a Norrise doplnil vítěz závodu XPEL 375 Pato O'Ward. Během těchto testů zajeli všichni jezdci dohromady 290 kol (1532 km). Hlavním zaměřením testů bylo získat data o chování nových 18palcových pneumatik určených pro nadcházející sezónu. Získané informace tým využije při vývoji nového monopostu MCL36.

### Zhodnocení sezony
Zapracování motoru Mercedes se i přes omezený vývoj McLarenu podařilo. Zatímco v sezóně 2020 získal tým v průměru 11,9 bodů na závod (202 bodů v 17 závodech), v sezóně 2021 to bylo 12,5 bodů na závod (275 bodů v 22 závodech). Pouze v nehodami ovlivněném Maďarsku tým nedokázal bodovat a v 9. závodech bodoval jeden jezdec. Spolehlivost byla také velmi dobrá, neboť za celou sezónu monopost MCL35M pouze dvakrát nedokončil závod a z toho pouze jednou byla příčinou porucha vozu. Vrcholem sezóny byla jednoznačně Itálie, kde vynikly silné stránky vozu v rychlých zatáčkách a na dlouhých rovinkách. Dodatečný zisk 73 bodů za sezónu ovšem nestačil McLarenu pro obhájení 3. místa v poháru konstruktérů, které získalo Ferrari. Příčiny lze hledat v pomalé adaptaci Daniela Ricciarda na charakteristiky vozu především při brzdění a nepovedeném závěru sezóny. Relativní rychlost monopostu vůči ostatním týmům a především Ferrari ke konci znatelně klesala. Tým navíc přišel o spoustu bodů vlivem špatných strategických rozhodnutí a kvůli opakovaným defektům pneumatik či kolizím.

## Umístění v sezónách 2020 a 2021
| Legenda k tabulce | Legenda k tabulce                                                                       |
| Barva             | Výsledek                                                                                |
| ----------------- | --------------------------------------------------------------------------------------- |
| Zlatá             | Vítěz                                                                                   |
| Stříbrná          | 2. místo                                                                                |
| Bronzová          | 3. místo                                                                                |
| Zelená            | Bodované umístění                                                                       |
| Modrá             | Nebodované umístění                                                                     |
| Modrá             | Dokončil neklasifikován (NC)                                                            |
| Fialová           | Odstoupil (Ret)                                                                         |
| Červená           | Nekvalifikoval se (DNQ)                                                                 |
| Červená           | Nepředkvalifikoval se (DNPQ)                                                            |
| Černá             | Diskvalifikován (DSQ)                                                                   |
| Bílá              | Nestartoval (DNS)                                                                       |
| Bílá              | Závod zrušen (C)                                                                        |
| Světle modrá      | Pouze trénoval (PO)                                                                     |
| Světle modrá      | Páteční testovací jezdec (TD)                                                           |
| Bez barvy         | Netrénoval (DNP)                                                                        |
| Bez barvy         | Vyřazen (EX)                                                                            |
| Bez barvy         | Nepřijel (DNA)                                                                          |
| Bez barvy         | Odvolal účast (WD)                                                                      |
| Bez barvy         | Nezúčastnil se (prázdné)                                                                |
| Označení          | Význam                                                                                  |
| Tučnost           | Pole position                                                                           |
| Kurzíva           | Nejrychlejší kolo                                                                       |
| †                 | Jezdec nedojel do cíle, ale byl klasifikován, protože odjel více než 90 % délky závodu. |
| ‡                 | Byl udělován poloviční počet bodů, protože bylo odjeto méně než 75 % délky závodu.      |
| Horní index       | Umístění bodujících jezdců ve sprintu                                                   |

| Rok  | Šasi           | Motor                                      | Pneu | No. | Jezdci           | 1   | 2   | 3   | 4   | 5   | 6   | 7   | 8   | 9   | 10  | 11  | 12   | 13  | 14  | 15  | 16  | 17  | 18  | 19  | 20  | 21  | 22  | Body | Umístění |
| ---- | -------------- | ------------------------------------------ | ---- | --- | ---------------- | --- | --- | --- | --- | --- | --- | --- | --- | --- | --- | --- | ---- | --- | --- | --- | --- | --- | --- | --- | --- | --- | --- | ---- | -------- |
| 2020 | McLaren MCL35  | Renault E-Tech 20                          | P    |     |                  | AUT | STY | HUN | GBR | 70A | ESP | BEL | ITA | TUS | RUS | EIF | POR  | EMI | TUR | BHR | SKR | ABU |     |     |     |     |     | 202  | 3.       |
| 2020 | McLaren MCL35  | Renault E-Tech 20                          | P    | 4   | Lando Norris     | 3   | 5   | 13  | 5   | 9   | 10  | 7   | 4   | 6   | 15  | Ret | 13   | 8   | 8   | 4   | 10  | 5   |     |     |     |     |     | 202  | 3.       |
| 2020 | McLaren MCL35  | Renault E-Tech 20                          | P    | 55  | Carlos Sainz Jr. | 5   | 9   | 9   | 13  | 13  | 6   | DNS | 2   | Ret | Ret | 5   | 6    | 7   | 5   | 5   | 4   | 6   |     |     |     |     |     | 202  | 3.       |
| 2021 | McLaren MCL35M | Mercedes-AMG F1 M12 E Performance 1.6 V6 t | P    |     |                  | BHR | EMI | POR | ESP | MON | AZE | FRA | STY | AUT | GBR | HUN | BEL‡ | NED | ITA | RUS | TUR | USA | MXC | SAP | KAT | SAU | ABU | 275  | 4.       |
| 2021 | McLaren MCL35M | Mercedes-AMG F1 M12 E Performance 1.6 V6 t | P    | 3   | Daniel Ricciardo | 7   | 6   | 9   | 6   | 12  | 9   | 6   | 13  | 7   | 5   | 11  | 4    | 11  | 1   | 4   | 13  | 5   | 12  | Ret | 12  | 5   | 12  | 275  | 4.       |
| 2021 | McLaren MCL35M | Mercedes-AMG F1 M12 E Performance 1.6 V6 t | P    | 4   | Lando Norris     | 4   | 3   | 5   | 8   | 3   | 5   | 5   | 5   | 3   | 4   | Ret | 14   | 10  | 2   | 7   | 7   | 8   | 10  | 10  | 9   | 10  | 7   | 275  | 4.       |